# Larry Young
Larry Young (også kendt som Khalid Yasin (Abdul Aziz)), (7. oktober 1940 i Newark, New Jersey – 30. marts 1978 i New York City) var en amerikansk jazzorganist.
I sidste halvdel af 1950'erne hev Jimmy Smith med nærmest ét slag orgelet ud af dets skyggetilværelse i jazzen, populariserede det, og blev den ledende moderne organist. Godt og vel ti år senere var Khalid Yasin Abdul Aziz, bedre kendt som Larry Young, den første, der for alvor rystede Smiths gennemtrængende indflydelse af sig.
Young skabte sin egen originale stil, og blev en stor fornyer af det moderne jazzorgelspil. Young pustede ganske enkelt nyt liv i instrumentet, tog det frem i forreste linje i den mest kreative del af den moderne jazz og blev sin generations mest indflydelsesrige organist.
Det var ikke uden grund, at han blev kaldt "Orgelets John Coltrane", idet Young især havde skelet til John Coltranes harmoniske, modale og polyrytmiske udforskninger i udformningen af sit eget sprog. Stilistisk befandt Young sig i 60'erne i spændingsfeltet mellem hardboppen, den modale opfattelse og den frie jazz. Dette er dokumenteret på en stribe indspilninger, han lavede i eget navn blandt andet på pladeselskabet Blue Note. Heriblandt 'Unity' som med rette er blevet set som hans mesterværk.
Larry Young, der tillige spillede både klaver og keyboards, var generelt en musiker der sjældent stod stille, og han omfavnede hurtigt jazzrocken/ fusionsmusikken, da den bankede på døren i slutningen af årtiet. Ovre i den boldgade havde Young havde først og fremmest sin gang i Tony Williams banebrydende og hårdtslående Lifetime trio. Men medvirkede også på Miles Davis skelsættende 'Bitches Brew' indspilning fra 1969.
1960'erne og starten af 1970'erne var ubetinget Larry Youngs gyldne år. Herefter blev hans karriere mere ujævn. Det var, som om den stærke kreativitet, der havde præget hans spil siden begyndelsen af 60'erne, var på retur.
Larry Young var desuden dybt frustreret over ikke at få en bredere anerkendelse for sine bedrifter og sin manglende evne til slå igennem kommercielt. Hans forsøg i 70'erne ovre i den mere populære og klichefyldte del af fusionsgenren hjalp heller ikke synderligt på hverken berømmelse eller anerkendelse.
Hen imod slutningen af sit liv syntes Youngs kunstneriske deroute dog at være ovre. Men hans comeback blev kortvarigt i og med, at han pludseligt døde som følge af en tilsyneladende ubehandlet lungebetændelse, han havde pådraget sig i forbindelse med en hospitalsindlæggelse for et maveonde.

## Diskografi

### Albums
- 1960: Young Blues
- 1960: Testifying
- 1964: Into Something!
- 1965: Unity (album)
- 1966: Of Love And Peace
- 1969: Mother Ship
- 1969: Emergency - The Tony Williams Lifetime
- 1970: Turn It Over - The Tony Williams Lifetime
- 1977: Double Exposure - duo album med Joe Chambers